# احمد سعید (بازیکن فوتبال، زاده ۱۹۸۹)
احمد سعید (انگلیسی: Ahmed Saeed؛ زادهٔ ۱ ژانویهٔ ۱۹۸۹) بازیکن فوتبال اهل سودان است.
وی همچنین در تیم ملی فوتبال سودان بازی کرده‌است.